# Karnatik

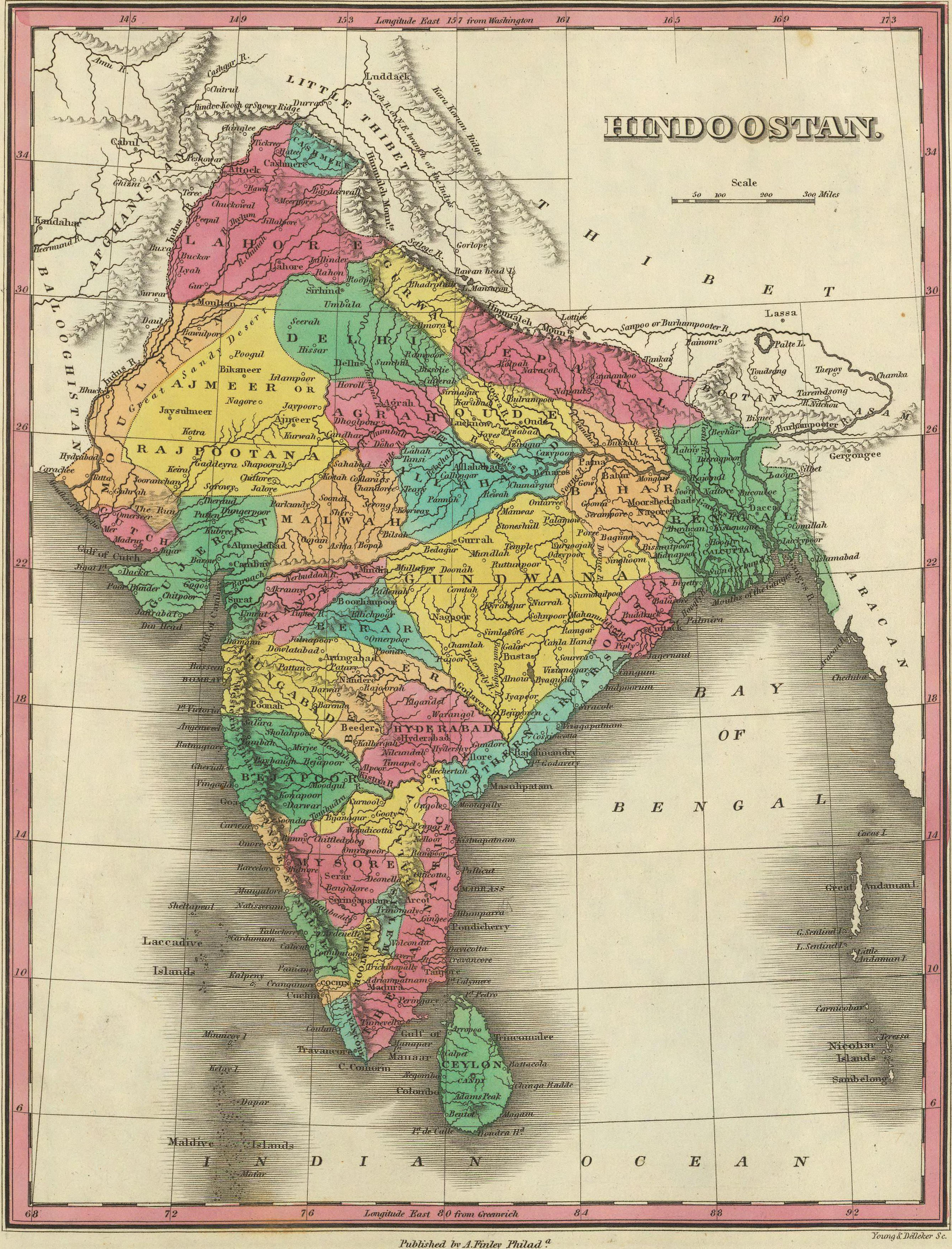
Indienkarte von 1831, die Karnatik im Südosten in Rot

Karnatik (englisch Carnatic) ist eine veraltete Bezeichnung für eine Landschaft im Süden Indiens. Zur Karnatik gehört das Gebiet zwischen den Ostghats und der Koromandelküste. Die Encyclopædia Britannica von 1911 zählt zur Karnatik die damaligen Distrikte Nellore, Chingleput, North Arcot, South Arcot, Tanjore, Trichinopoly, Madura und Tinnevelly. Dies entspricht dem größten Teil des heutigen Bundesstaates Tamil Nadu und dem Südteil Andhra Pradeshs.
Karnatik ist die eingedeutschte Form des englischen Carnatic. Dies stellt seinerseits eine Anglisierung der Sanskrit-Bezeichnung Karnataka (Karṇāṭaka) dar. Ursprünglich bezeichnete der Begriff das Kannada-sprachige Gebiet im südwestlichen Teil des Hochlands von Dekkan, entsprechend dem heutigen Bundesstaat Karnataka. Die Sanskrit-Namen Karṇāṭa und Karṇāṭaka erscheinen bereits früh in der altindischen Literatur (so im Epos Mahabharata und im Bhagavatapurana) als Bezeichnung eines Landes und des dort lebenden Volkes. Es stammt von den dravidischen Wörtern karu für „schwarz“ und nāṭu für „Land“ ab und verweist auf die Schwarzerde des Dekkan-Hochlands. Auch der Sprachenname Kannada (Kannaḍa) bzw. Kanaresisch hat denselben etymologischen Ursprung. Die Muslime, die ab dem 14. Jahrhundert über Teile des Dekkans herrschten, weiteten die Bezeichnung auch auf das südöstlich gelegene Flachland unterhalb der Ostghats aus. Während der britischen Kolonialzeit wurde der anglisierte Begriff Carnatic im 18. und 19. Jahrhundert schließlich auf die letztere Bedeutung eingeengt. Gleichzeitig wurde die über Kannada ebenfalls von Karnata(ka) abgeleitete Bezeichnung Canara auf den schmalen Küstenstreifen im Westen übertragen.
Der Begriff Karnatik findet sich in den Namen der Karnatischen Kriege, welche Großbritannien und Frankreich im 18. Jahrhundert in der Region ausfochten, sowie der Herrscherdynastie der Nawabs der Karnatik, die meist nach ihrer Residenzstadt Arcot als Nawabs von Arcot bekannt sind, sowie nicht zuletzt der Bezeichnung Karnatische Musik für die südliche der beiden Hauptrichtungen der klassischen indischen Musik. Als geografische Bezeichnung ist Karnatik heute aber nicht mehr gebräuchlich. Hingegen wurde der nach den Sprachgrenzen des Kannada gebildete Bundesstaat Mysore 1973 in Karnataka umbenannt. Damit wurde der Begriff in seiner Sanskrit-Form wieder auf seine ursprüngliche Bedeutung übertragen.